# 増岡重昂
増岡 重昂（ますおか しげたか、1927年4月6日 - 1998年2月27日）は、日本の実業家。

## 来歴・人物
広島県呉市に増岡登作・ツマ夫妻の三男として生まれた。1951年早稲田大学政治経済学部経済学科を卒業、父が創立した増岡組に入社した。同年中国砂利（中国物産の前身）及び鉄鋼ビルディング両社の取締役に就任。翌1952年には増岡組東京支店次長、アシエ及び東京通信倉庫両社の取締役に就任した。その後1953年に増岡組取締役に、翌1954年には増岡組常務に就任し、さらに1957年東京青年会議所理事に就任した。1958年には福岡製紙（1983年本州製紙に吸収合併された）社長に就任した。1960年には福岡製紙社長を退任したが、平の取締役として福岡製紙には残った。
1967年には増岡組の代表取締役に就任し、1969年父・登作の死に伴い増岡組の2代目社長に就任した。同年国際交易開発取締役及び鉄鋼ビルディング副社長に就任した。1976年に日本建設業経営協会理事に就任したが翌1977年に社長の座を弟・正剛に譲り代表権のない会長に退いた。翌1978年鉄鋼ビルディング代表取締役副社長に就任し、1981年増岡組代表取締役会長に就任した。1986年には鉄鋼ビルディングの3代目社長に就任したが、1998年現役の社長のまま70歳で没した。

## 家族・親族
増岡重昂の父・登作は増岡組及び鉄鋼ビルディングの創業者、次兄・博之は政治家で重昂の死後鉄鋼ビルディングの4代目社長に就任した。長男・隆一は鉄鋼ビルディング取締役。隆一の妻は日本カーボンや眞崎大和鉛筆（三菱鉛筆の前身）、東洋麻糸紡績（トスコの前身）等の社長を務めた近藤賢二の曾孫で弁護士・高島信之の次女だが（高島は近藤の外孫にあたる）、高島の弟が元三菱地所取締役・岩崎彦弥太（三菱財閥の3代目総帥・岩崎久弥の長男）の三女と結婚している。一方、博之の次女（すなわち重昂の姪）は三菱鉛筆の現社長・数原英一郎に嫁いでいる。旧三菱財閥の流れを汲む企業集団・三菱グループと三菱鉛筆は三菱の文字も、使用するロゴマークも同じであるが資本・人的関係は一切ないが、増岡家は高島家を通じて三菱の創業者一族・岩崎家と姻戚関係にある一方、三菱鉛筆の現オーナー一族・数原家とも姻戚関係で結ばれており、さらに高島家を通じて眞崎大和鉛筆の社長を輩出した近藤家とも姻戚関係で結ばれているので、岩崎家は三菱鉛筆と縁の深い近藤家及び数原家と間接的な姻戚関係で繋がっているといえる。